# Henry Herbert Stevens
Pour les articles homonymes, voir Henry Stevens et Stevens.
Henry Herbert Stevens (8 décembre 1878-14 juin 1973) est un homme politique canadien de la Colombie-Britannique. Il est député fédéral conservateur de la circonscription britanno-colombienne de Cité de Vancouver de 1911 à 1917, de Vancouver-Centre de 1917 à 1930 et de Kootenay-Est de 1930 à 1940. Il est ministre dans les cabinets des premiers ministres Arthur Meighen et Richard Bedford Bennett.

## Biographie
Né à Bristol en Angleterre, Stevens immigre au Canada avec sa famille et s'installe à Peterborough en Ontario. La famille quitte ensuite pour Vernon en Colombie-Britannique en 1894. Il quitte ensuite pour le nord de la province afin de travailler dans les camps de mineurs, comme chauffeur pour le Canadien Pacifique et comme conducteur de diligence. En 1899, il s'enrôle avec la United States Army qui l'amène aux Philippines et ensuite en Chine durant la révolte des Boxers. De retour en Colombie-Britannique, il occupe divers métier et milite en politique afin d'entamer une croisade anti-crime alors que Vancouver est aux prises avec des problèmes de fumeries d'opium, de bars et salon de jeux illégaux. Stevens visite ces lieux et publie les noms dans la presse le lendemain ce qui, à la longue, entraine la démission du chef de police. Steven siège au conseil municipal de Vancouver en 1910.

## Carrière parlementaire

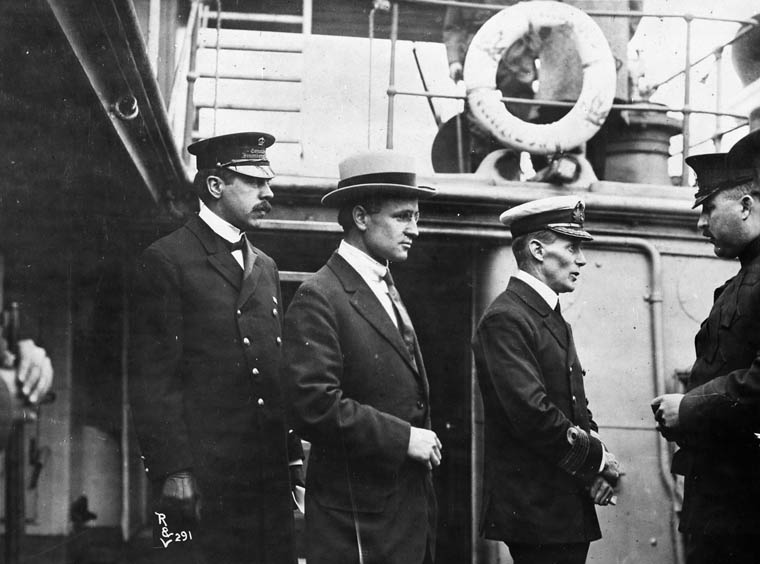
Inspecteur Reid, H. H. Stevens et à bord du Komagata Maru

Élu en 1911, il occupe la fonction de ministre du Commerce dans l'éphémère gouvernement d'Arthur Meighen. En 1926, une enquête sur la gestion des douanes menée par Stevens entraîne la chute du gouvernement minoritaire de Mackenzie King en raison de preuves de corruption. Cet évènement entraine l'affaire King-Byng en raison de la décision controversée du gouverneur-général Julian Byng décide de demander aux Conservateurs de Meighen de former un gouvernement au lieu de déclencher des élections. Stevens est alors ministre des Douanes et des Accises dans le nouveau gouvernement.
Stevens était un opposant à l'immigration asiatique et est implique dans l'incident du Komagata Maru, alors qu'un bateau en partance de Hong Kong avec plusieurs passagers du Punjab  à vu la plupart de ceux-ci interdit d'entrée au Canada. L'intransigeance de Reid et le soutien de Stevens conduit à la maltraitance des passagers et au prolongement de la date de départ du navire. La situation s'est réglé avec l'intervention du ministre de l'Agriculture, Martin Burrell.
Lorsque R. B. Bennett conduit les Conservateurs à la victoire, Stevens devient ministre du Commerce. Durant cette période, il accuse certaines grandes entreprises de fixer des prix alors dans un contexte de Grande dépression. Stevens démissionne du cabinet et est alors soutenu par trois ministres et plusieurs députés afin de défier Bennett, mais il décline l'idée en raison de l'absence de convention.
Stevens finit par quitter les Conservateur pour créer le Parti de la reconstruction du Canada. Malgré près de 400 000 votes, seul Stevens est élu député en 1935. Par la suite, il décide de retourner chez les Conservateurs en 1938, mais ne se présente pas durant la course à la chefferie la même année. Il tente sans succès d'être réélu dans Kamloops en 1940.

## Après la politique
Stevens se présente à la course à la chefferie conservatrice de 1942, mais il est éliminé dès le premier tour et termine en cinquième et dernière position. Ne se représentant pas en 1940, il tente sans succès un retour en 1949 et 1953 dans la circonscription de Vancouver-Centre. En 1942, il est élu président de la B.C. Natural Resources Conservation League.
Membre de l'ordre d'Orange, il est également président de la Chambre de commerce du Grand Vancouver en 1952. 
Dernier survivant du cabinet Bennett, il meurt en 1973 à l'âge de 94 ans.

## Archives
Un fonds d'archives H. H. Stevens est disponible à Bibliothèque et Archives Canada, ainsi qu'à l'Université Trent.